# Sosnowa Góra (Pojezierze Kaszubskie)
Sosnowa Góra – wzniesienie o wysokości 145 m n.p.m. na Pojezierzu Kaszubskim, położone w woj. pomorskim, w powiecie lęborskim, na obszarze gminy Cewice.
Nazwę Sosnowa Góra wprowadzono urzędowo w 1949 roku, zastępując poprzednią niemiecką nazwę Ficht Berg.
Na północ od wzniesienia w odległości ok. 1,5 km znajduje się wieś Maszewo Lęborskie.